# Utilizzatore
Un utilizzatore è un soggetto o l'oggetto implicato in un'operazione che consente di attivare l'utilizzazione di risorse o la fruizione di servizi.

## Descrizione
Ove riferito a un soggetto che ottiene la fornitura o somministrazione di un bene ovvero che  fruisce di un servizio erogato in regime di monopolio o quasi-monopolio da enti (imprese, associazioni o pubbliche amministrazioni), è spesso sostituito col termine tipicamente burocratico di utente, che indica colui che instaura il rapporto di fornitura con l'azienda pubblica o col concessionario privato.
In molti casi, è il cliente che instaura un rapporto contrattuale con il fornitore (del bene o del servizio) ma è l'utilizzatore (spesso detto anche "beneficiario") che materialmente usufruisce del detto bene o servizio. Questa situazione comprende una molteplicità di casistiche, sia in ambito privato che professionale.

## Differenze con l'utente
Nell'uso corrente, l'utilizzatore si differenzia  dall'utente: 
1. perché si riferisce al soggetto che adopera il bene o fruisce del servizio, non al soggetto che ha instaurato il rapporto di fornitura (per esempio, i componenti della famiglia diversi da quello che ha sottoscritto il contratto di somministrazione per l'energia elettrica),
2. per il fatto che esprime l'atto di utilizzazione e non quello di esercizio della potestà giuridica di avvalersi di un bene o servizio in concessione.

Da questa distinzione derivano anche conseguenze in ordine alla differente tutela giuridica del consumatore. Nella legislazione italiana è frequente il caso di confusione terminologica tra utilizzatore, utente e, talvolta, cliente, spesso per via dei processi di trasposizione delle direttive dell'Unione Europea. In questi casi, la confusione è da ascrivere al fatto che gli uffici legislativi  traducono dal testo in inglese, adoperato quale versione di riferimento verso le altre, il termine inglese user con utente, anziché - a seconda dei casi - con utilizzatore o cliente, a prescindere dall'effettiva situazione cui la fattispecie descritta dalla norma si riferisce; sicché, anche laddove il cittadino o l'azienda si trovino nella condizione di utilizzatori ovvero operano in un mercato  nel quale sono in grado di esercitare la facoltà di scegliere il fornitore a cui rivolgersi per l'acquisto di beni o servizi, sono indicati indistintamente come utenti.
Allo stato, il solo caso di appropriata traduzione dalla normativa UE è quello della Payment Services Directive, recepita in Italia con il D. Lgs. n. 11 del 23 gennaio 2010, per espressa istanza di AITI (Associazione Italiana Tesorieri d'Impresa).